# Сава (Италия)
Вижте пояснителната страница за други значения на Сава.
Са̀ва (на италиански и местен диалект Sava) е град и община в Южна Италия, провинция Таранто, регион Пулия. Разположен е на 107 m надморска височина. Населението на града е 18 828 души (към 28 февруари 2009).
Градът е известен за производството си на виното „Примитиво“.